# Benoît Loutrel
Pour les articles homonymes, voir Loutrel.
Benoît Loutrel est un haut fonctionnaire français. Il est directeur général de l'Autorité de régulation des communications électroniques, des postes et de la distribution de la presse de 2013 à 2016. Il est membre de l'Autorité de régulation de la communication audiovisuelle et du numérique (Arcom) depuis 2021.

## Biographie

### Formation
Benoît Loutrel est diplômé de l'École polytechnique (X1988) et de l'École nationale de la statistique et de l'administration économique (ENSAE, 1993). 
Il détient également un DEA d’économie mathématique et d’économétrie de l'université des sciences sociales de Toulouse.

### Carrière
Après avoir exercé à l'Institut national de la statistique et des études économiques en qualité de chargé d’étude en économie de l’environnement en 1993, il a été conseiller technique de la représentation française de la Banque mondiale à Washington de 1996 à 1999. De 2000 à 2003, il est successivement chargé d’affaires à Washington, puis responsable du bureau européen à Paris au sein du département « infrastructures »  de la Société Financière Internationale (groupe Banque mondiale).
Il rejoint l'Arcep en janvier 2004 comme chef du service « régulation des marchés fixe et mobile », compétent en matière de régulation économique et concurrentielle des marchés de la téléphonie. Il y coordonne la mise en œuvre du paquet législatif européen « Télécom » de 2002.
Il est promu directeur général adjoint de l'Arcep en 2007. De 2010 à 2013, il est directeur du programme « développement de l’économie numérique »  des « Investissements d’avenir »  auprès du commissaire général à l’investissement. Puis, il retrouve l'Arcep en qualité de directeur général, rôle qu'il exerce jusqu'en 2016.
En mars 2017, il intègre le géant américain du numérique Google en tant que directeur des relations institutionnelles et des politiques publiques pour la France. Ce pantouflage fait polémique avant d'être autorisé par le comité de déontologie de l'Arcep. Finalement, il ne reste que quelques mois au sein de l'entreprise américaine.
Après avoir réalisé différentes missions au sein de l’inspection générale de l’Insee, où il est notamment rapporteur général de la mission interministérielle « régulation des réseaux sociaux », il est nommé membre du CSA (qui deviendra l'Arcom en 2022) par l'Assemblée nationale en janvier 2021. Il y préside le groupe de travail « Supervision des plateformes en ligne ». Il est également vice-président du groupe de travail « Éducation aux médias, transition écologique et santé publique ».

## Publications
- Benoît Loutrel, « Liberté d'expression, haine en ligne et désinformation : le point de vue de l'ARCOM », Légipresse, 2022/HS3, no 67, p. 63-67. DOI : 10.3917/legip.hs67.0063.
- Jean Cattan, Éric Garandeau, Benoît Loutrel, Luis Campos, « Synthèse l La régulation des contenus en ligne », Chaire Gouvernance et Régulation, Dauphine-PSL, mars 2023